# Kjerstin Dellert

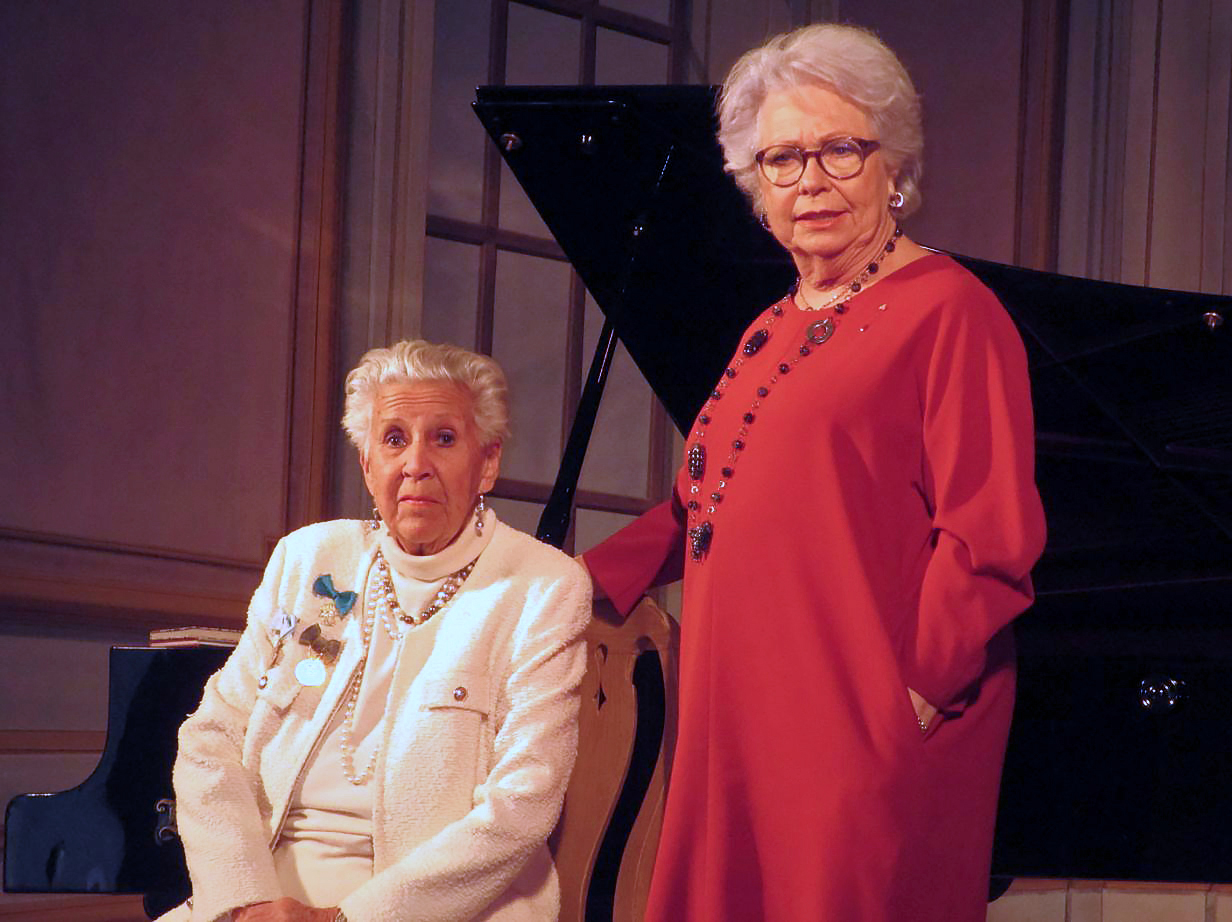
Kjerstin Dellert (à gauche) et son associée la princesse Christina au du théâtre Confidencen en 2016.

Kjerstin Häggbom Dellert, née le 4 novembre 1925 à Stockholm et morte le 5 mars 2018 à Solna (comté de Stockholm), est une soprano suédoise.
Après avoir fait ses adieux à la scène, elle prend au début des années 1980 la direction du théâtre du château d'Ulriksdal.

## Biographie

### Carrière
Kjerstin Dellert fait ses débuts en 1951 au grand théâtre de Göteborg dans l'opérette La Belle Hélène. Elle rejoint bientôt l'opéra royal de Stockholm, où elle interprète le rôle de Musetta dans La Bohème. Après plusieurs rôles d'opérette, elle évolue à partir de 1954 vers le registre lyrique-dramatique. Elle incarne Carmen, Leonora dans Il trovatore de Verdi ou encore Amelia dans Un ballo in maschera. Après 1961, elle interprète surtout des rôles de composition, comme en 1972 Florence Pike dans Albert Herring de Britten.
Parmi les rôles qui ont marqué la carrière de la cantatrice, on peut encore citer Tosca, Marie dans Wozzeck et le double-rôle de Daisy Doody et La Garçonne dans Aniara, un opéra suédois signé Karl-Birger Blomdahl, Harry Martinson et Erik Lindegren.
Kjerstin Dellert fait ses adieux à la scène en 1979. Deux ans plus tard, elle fonde et prend la direction de Confidencen, le théâtre du château d'Ulriksdal dans la proche banlieue de Stockholm.

### Vie privée
Kjerstin Dellert a été mariée à Carl-Olof Bergh de 1947 à 1966. En 1968, elle épouse en secondes noces le danseur Nils-Åke Häggbom. Elle est la mère de l'artiste Thotte Dellert.

## Discographie (sélection)
- Kjerstin Dellert. Operaskivan 1952-1979. Fischer. Distr. EMI.
- Kjerstin Dellert. Populärplattan 1951-1977. Fischer. Distr. EMI.
- Kjerstin Dellert. En prima primadonna. Great Swedish Singers. Bluebell ABCD 083.
- Jussi Björling sings Puccini. La bohème (Malmö 1957) et Tosca (Stockholm 1959). Bluebell ABCD 078.
- Primadonna. Kjerstin Dellert, Zarah Leander, Git Gay. Aubergine Records ABLP-501.
- La Valkyrie de Wagner. Stockholm (1955-56). Caprice CAP 21765.
- Samson et Dalila de Saint-Saëns et Les Troyens de Berlioz. Royal Swedish Opera Archives, vol 3. Caprice CAP 22054.
- Wagner at the Royal Swedish Opera 1955-1959. Royal Swedish Opera Archives, vol 7. Caprice CAP 22062.

## Publication
- (sv) I förtroende, autobiographie, Bonniers, 2000.  (ISBN 91-0-057326-4).